# Refúgio Ornitológico do Monte Novo do Roncão
O Refúgio Ornitológico do Monte Novo do Roncão em Évora foi criado pela Resolução do Conselho de Ministros n.º 7/91 devido às suas excelentes condições de habitat.